# Межищи
Межищи — деревня в Муромском районе Владимирской области России, входит в состав Ковардицкого сельского поселения. 

## География
Деревня расположена в 18 км на северо-восток от центра поселения села Ковардицы и в 25 км на северо-восток от Мурома, остановочный пункт Сусановская на ж/д линии Муром — Ковров. 

## История
Деревня впервые упоминается в окладных книгах Рязанской епархии 1676 года в составе Булатниковского прихода, в ней было 1 двор боярский, 15 дворов крестьянских и 1 бобыльский.
В конце XIX — начале XX века деревня входила в состав Булатниковской волости Муромского уезда. В 1859 году в деревне числилось 13 дворов, в 1905 году — 36 дворов, в 1926 году — 62 двора.
С 1929 года деревня входила в состав Морозовского сельсовета Муромского района, с 1940 года — центр Межищенского сельсовета, с 1954 года — в составе Булатниковского сельсовета, с 1965 года — в составе Зименковского сельсовета, с 2005 года — в составе Ковардицкого сельского поселения. 

## Население
| 1859 | 1905 | 1926 | 2002 | 2010 | 2012 | 2021 |
| ---- | ---- | ---- | ---- | ---- | ---- | ---- |
| 101  | ↗221 | ↗294 | ↘244 | ↘189 | ↗235 | ↘149 |